# Confédération européenne de badminton
La Confédération européenne de badminton, nommée Badminton Europe (BE) et anciennement European badminton union (EBU) est une association de fédérations nationales ayant pour vocation de gérer et de développer le badminton en Europe. Elle a son siège dans la ville danoise de Brøndby. Son président est le Belge Sven Serré.
Elle a été fondée le 27 septembre 1967 à Francfort-sur-le-Main par 11 pays (Allemagne de l'Ouest, Angleterre, Autriche, Belgique, Danemark, Finlande, Norvège, Pays-Bas, Suède, Suisse et Tchécoslovaquie). Aujourd’hui, la confédération compte 52 membres.
BE est l'une des 5 confédérations composant la Fédération mondiale de badminton.

## Présidents
| N°      | Période   | Nom                      |
| ------- | --------- | ------------------------ |
| 1       | 1967–1968 | Hans Peter Kuntz         |
| 2       | 1969–1977 | Stellan Mohlin           |
| 3       | 1977–1982 | Herman Valken            |
| 4       | 1982–1984 | Heinrich Barge           |
| 5       | 1984–1992 | Stan Mitchell            |
| 6       | 1992–2004 | Torsten Berg             |
| 7       | 2004–2010 | Tom Bacher               |
| 8       | 2010–2013 | Poul-Erik Høyer Larsen   |
| 9       | 2013-2014 | João Matos (par intérim) |
| 10      | 2014-2019 | Gregory Verpoorten       |
| 11      | 2019-2022 | Peter Tarcala            |
| intérim | 2022-2023 | João Matos               |
| 12      | 2023-     | Sven Serré               |

## Pays membres
Badminton Europe regroupe 52 nations, :
| Pays               | Nom de la fédération                                                      | Site internet                         | Date d'adhésion                                                            |
| ------------------ | ------------------------------------------------------------------------- | ------------------------------------- | -------------------------------------------------------------------------- |
| Albanie            | Federata Shqiptare Badminton                                              |                                       | 2006                                                                       |
| Allemagne          | Deutscher Badminton-Verband                                               | http://badminton.de                   | 1967 (membre fondateur) Allemagne de l'Est membre entre 1971 et 1990       |
| Angleterre         | Badminton England                                                         | http://www.badmintonengland.co.uk     | 1967 (membre fondateur)                                                    |
| Arménie            | Հայաստանի Բադմինթոնի Ֆեդերացիա (Badminton Federation of Armenia)          | http://www.badminton.am               | 1997                                                                       |
| Autriche           | Österreichischer Badminton Verband                                        | http://badminton.at                   | 1967 (membre fondateur)                                                    |
| Azerbaïdjan        | Badminton Federation of the Azerbaijan Republic                           |                                       | 1997                                                                       |
| Belgique           | Belgian Badminton Federation                                              | http://www.belgian-badminton.be       | 1967 (membre fondateur)                                                    |
| Biélorussie        | Belarussian Badminton Federation                                          |                                       | 1993                                                                       |
| Bosnie-Herzégovine | Badminton Savez Bosne i Hercegovine                                       | http://www.babh.ba                    | 2007                                                                       |
| Bulgarie           | Bulgarian Badminton Federation                                            |                                       | 1985                                                                       |
| Chypre             | Cyprus Badminton Federation                                               | http://www.cyprusbadminton.com        | 1985                                                                       |
| Croatie            | Hrvatski badmintonski savez (Croatian badminton association)              | http://cba.hr/                        | 1992                                                                       |
| Danemark           | Danmarks Badminton Forbund                                                | http://badminton.dk                   | 1967 (membre fondateur)                                                    |
| Écosse             | Badminton Scotland                                                        | http://www.badmintonscotland.org.uk   | 1968                                                                       |
| Espagne            | Federación Española de Bádminton                                          | http://www.badminton.es               | 1982                                                                       |
| Estonie            | Eesti Sulgpalliliit                                                       | http://www.badminton.ee               | 1992                                                                       |
| Îles Féroé         | Badmintonsamband Føroya                                                   | http://bsf.fo                         | 1982                                                                       |
| Finlande           | Suomen Sulkapalloliitto                                                   | http://www.badminton.fi               | 1967 (membre fondateur)                                                    |
| France             | Fédération française de badminton                                         | http://www.ffbad.org                  | 1968                                                                       |
| Géorgie            | Georgian Badminton Federation                                             |                                       | 1992                                                                       |
| Gibraltar          | Gibraltar Badminton Association                                           | http://www.badmintongibraltar.com     | 1986                                                                       |
| Grèce              | Hellenic Badminton Federation                                             | http://www.badminton.gr/              | 1997                                                                       |
| Groenland          | Badminton Kalaallit Nunaat                                                | http://www.badminton.gl               | 1997                                                                       |
| Hongrie            | Magyar Tollaslabda Szövetség                                              | http://badminton.hu/                  | 1973                                                                       |
| Irlande            | Badminton Ireland                                                         | http://www.badmintonireland.com       | 1968                                                                       |
| Islande            | Badmintonsamband Íslands                                                  | http://www.badminton.is/              | 1978                                                                       |
| Israël             | Israel Badminton Association                                              | http://www.badminton-israel.co.il/eng | 1997                                                                       |
| Italie             | Federazione Italiana Badminton                                            | http://www.badminton-italia.com       | 1977                                                                       |
| Lettonie           | Latvijas Badmintona Federācija                                            | http://www.badminton.lv/              | 1992                                                                       |
| Liechtenstein      | Liechtensteiner Badminton Verband                                         | http://www.bcb.li/lbve.htm            | 1993                                                                       |
| Lituanie           | Lietuvos badmintono federacija                                            | http://www.badminton.lt               | 1992                                                                       |
| Luxembourg         | Fédération Luxembourgeoise de Badminton                                   | http://www.feluba.lu/                 | 1981                                                                       |
| Macédoine du Nord  | Former Yugoslav Republic of Macedonia Badminton Federation                |                                       | 2003                                                                       |
| Malte              | Badminton Malta                                                           | http://www.badmintonmalta.org/        | 1972                                                                       |
| Moldavie           | Moldova badminton federation                                              | http://www.mbf.md                     | 1995                                                                       |
| Monaco             | Fédération Monégasque de badminton                                        | http://www.monacobadminton.com/       | 2013                                                                       |
| Monténégro         | Badminton Savez Crne Gore                                                 | http://www.badminton.co.me/           | 2007 1993 en tant que RF Yougoslavie 2002 en tant que Serbie-et-Monténégro |
| Norvège            | Norges Badminton Forbund                                                  | http://www.badminton.no               | 1967 (membre fondateur)                                                    |
| Pays-Bas           | Badminton Nederland                                                       | http://www.badminton.nl               | 1967 (membre fondateur)                                                    |
| Pays de Galles     | Welsh Badminton Cymru                                                     | http://www.welshbadminton.net         | 1968                                                                       |
| Pologne            | Polski Związek Badmintona                                                 | http://www.badminton.com.pl           | 1977                                                                       |
| Portugal           | Federação Portuguesa de Badminton                                         | http://www.fpbadminton.pt             | 1977                                                                       |
| Tchéquie           | Český badmintonový svaz                                                   | http://www.czechbadminton.cz          | 1993 1967 en tant que Tchécoslovaquie (membre fondateur)                   |
| Roumanie           | Federația Română de Badminton                                             | http://www.badminton.ro               | 1990                                                                       |
| Russie             | НАЦИОНАЛЬНАЯ ФЕДЕРАЦИЯ БАДМИНТОНА РОССИИ (Badminton Federation of Russia) | http://www.badm.ru/                   | 1993 1974 en tant que Union soviétique                                     |
| Serbie             | Badminton Savez Srbije                                                    | http://www.badminton.org.rs/          | 2007 1993 en tant que RF Yougoslavie 2002 en tant que Serbie-et-Monténégro |
| Slovaquie          | Slovenský zväz bedmintonu                                                 | http://www.bedminton.sk               | 1993 1967 en tant que Tchécoslovaquie (membre fondateur)                   |
| Slovénie           | Badmintonska Zveza Slovenije                                              | http://www.badminton-zveza.si         | 1968 (en tant que République fédérative socialiste de Yougoslavie)         |
| Suède              | Svenska Badmintonförbundet                                                | http://www.badminton.nu               | 1967 (membre fondateur)                                                    |
| Suisse             | Swiss Badminton                                                           | http://www.swiss-badminton.ch         | 1967 (membre fondateur)                                                    |
| Turquie            | Türkiye Badminton Federasyonu                                             | http://www.badminton.gov.tr           | 1992                                                                       |
| Ukraine            | Федерація бадмінтону України (Badminton Federation of Ukraine)            | http://www.fbubadminton.org.ua        | 1992                                                                       |

## Compétitions organisées
- Championnats d'Europe
- Championnats d'Europe par équipes, qualificatifs pour la Thomas Cup et l'Uber Cup
- Championnats d'Europe par équipes mixtes, équivalent européen de la Sudirman Cup
- Championnats d'Europe vétérans
- Championnats d'Europe junior
- Championnats d'Europe parabadminton
- Championnats d'Europe des moins de 17 ans
- Championnats d'Europe des moins de 15 ans
- Coupe d'Europe des clubs
- Circuit européen (en)